# Val d'Anniviers
Vous lisez un « bon article » labellisé en 2022.
Cet article concerne la vallée. Pour la commune, voir Anniviers.
Le val d'Anniviers est une vallée de Suisse dans le district de Sierre, en Valais.
Situé sur la rive gauche du Rhône, le val d'Anniviers s'étire sur 35 km à partir de Chippis, à 550 m d'altitude, jusqu'au sommet du Weisshorn, à 4 500 m. Il est alors parcouru par la Navizence, qui est alimentée notamment par le glacier de Zinal et la Gougra.
La vallée s'est principalement formée par érosion glaciaire au cours des glaciations successives du Quaternaire. Elle est creusée à travers trois nappes tectoniques distinctes : celle de la Dent Blanche, celle de Tsaté et celle de Siviez-Mischabel. La présence de pierres à cupules atteste d'une activité humaine en Anniviers depuis l'âge du fer. Dès le XIIe siècle, la vallée appartient au chapitre de Sion. Au XIIIe siècle, elle est administrée par la famille d'Anniviers puis par la famille de Rarogne avant que cette tâche ne revienne à l'évêque de Sion le siècle suivant. C'est à cette période que les villages de la vallée s'organisent en quartiers, qui finiront par devenir peu à peu des communes. Ces dernières sont au nombre de six au début du XXIe siècle : Ayer, Chandolin, Grimentz, Saint-Jean, Saint-Luc et Vissoie. Elles fusionnent en 2009 pour former la nouvelle commune d'Anniviers.
Le tourisme se développe dans le val d'Anniviers à partir du milieu du XIXe siècle, période durant laquelle de nombreux hôtels sont construits dans les différents villages. Les activités touristiques restent cependant confinées à l'été jusqu'au développement des stations de sports d'hiver de Chandolin, Grimentz, Saint-Luc et Zinal dans les années 1960 et 1970. Ces stations ont depuis fusionné pour former les stations de Saint-Luc/Chandolin et Grimentz/Zinal.
Plusieurs sites naturels du val d'Anniviers sont protégés par des inventaires fédéraux, comme l'inventaire fédéral des paysages, sites et monuments naturels d'importance nationale. Enfin, la vallée a inspiré plusieurs œuvres ou leur a servi de décor. C'est le cas entre autres du film Visages d'enfants de Jacques Feyder.

## Toponymie
Le nom de la vallée a peu varié au cours de son histoire : vallis Annivesii avant 1052, puis de Anivesio en 1193, Annivies en 1215, Anives en 1243 et Annevié en 1253.
L'origine et la signification du nom « Anniviers » sont incertaines et ont été interprétées de manières différentes à partir du latin. Selon le sociologue Bernard Crettaz, il trouverait son origine dans la migration saisonnière de ses habitants entre la montagne et la plaine : l'étymologie renverrait aux significations « année sur les chemins », « chemins de l'année » ou « travaux de l'année », soit « Anni viae »,. Les autres interprétations possibles sont, entre autres, « Ad nives » (« vers les neiges ») ou « Anni visio » (« visite de l'année », en référence à la visite annuelle de l'évêque).
Dans la variété locale de l'arpitan, Anniviers se dit « Anivyè ». La forme allemande « Eifischtal », encore utilisée dans certaines publications, aurait des origines similaires à celle en français ; elle n'a cependant aucun lien avec les poissons (Fisch en allemand),.
Les habitants de la vallée se nomment les Anniviards.

## Géographie

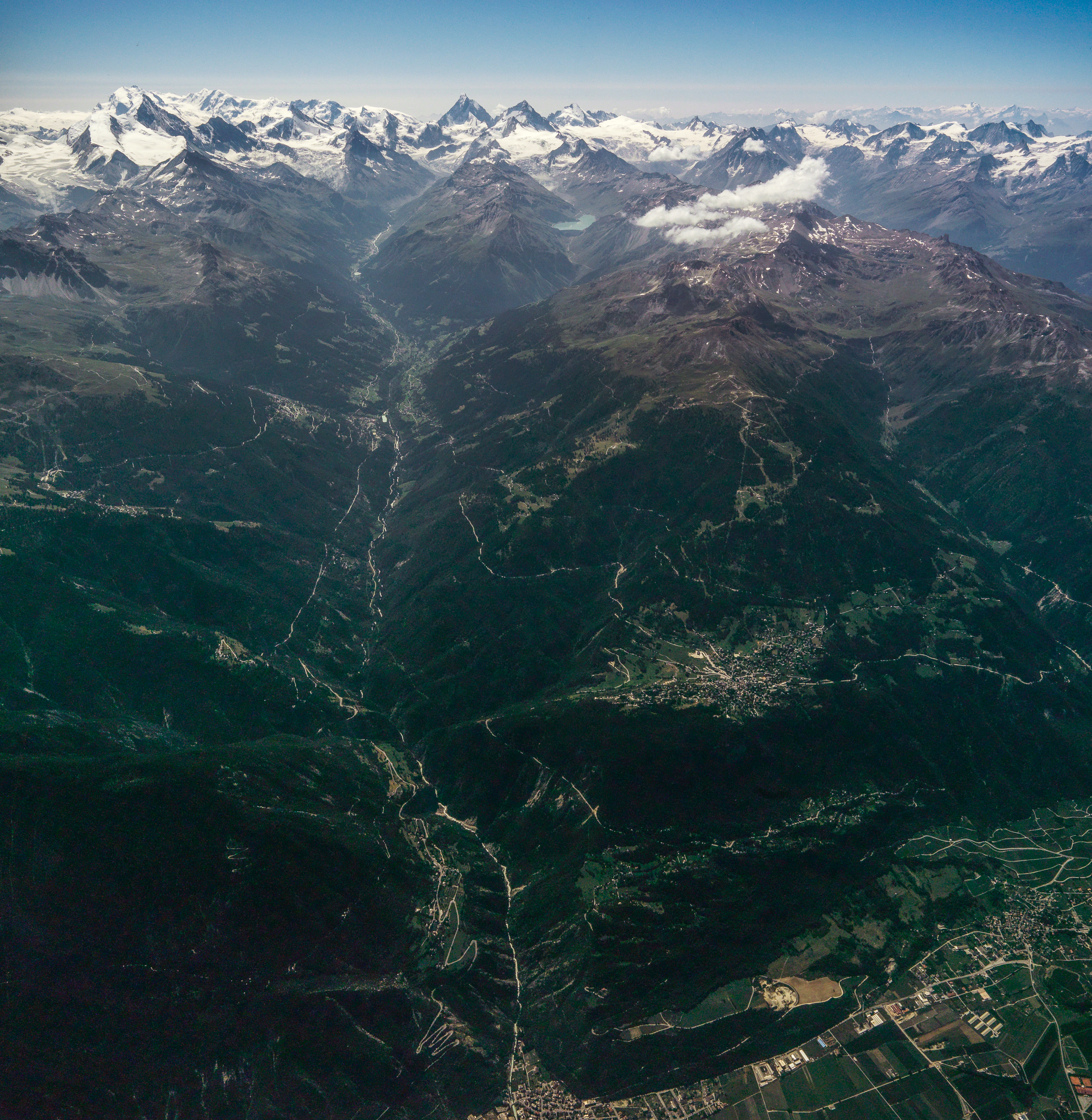
Le val d'Anniviers vu d'avion en 1994.

### Situation
Le val d'Anniviers se situe dans le canton du Valais et constitue l'une des sept grandes vallées latérales de la vallée du Rhône suisse. Il se trouve sur la rive gauche du Rhône, entre le vallon de Réchy et l'Illgraben et en face de Sierre. Il débute à Chippis, à 550 m d'altitude,, dans des gorges étroites, et son point culminant se trouve au sommet du Weisshorn, à 4 500 m d'altitude.

### Topographie

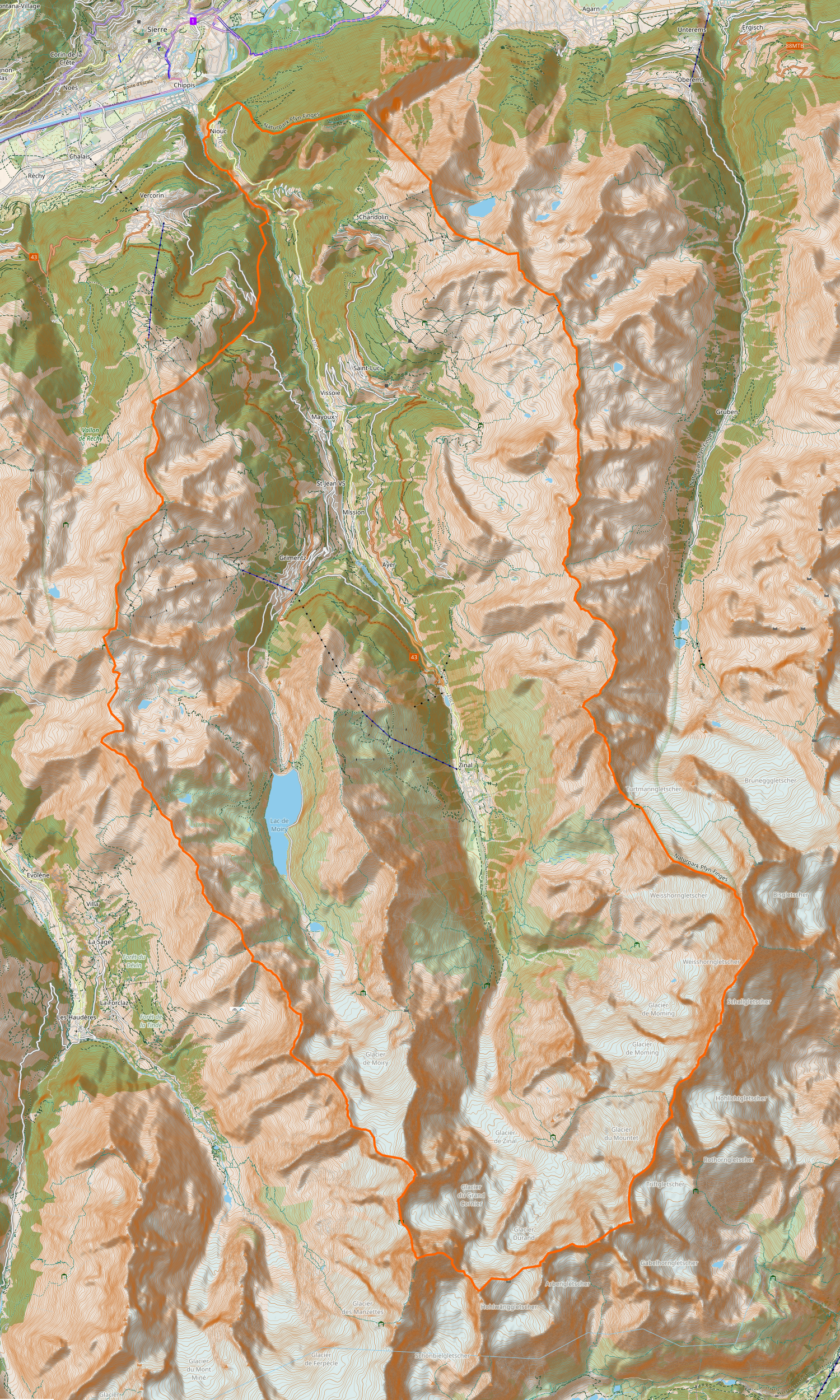
Carte topographique du val d'Anniviers.

Le val d'Anniviers est orienté vers le sud-sud-est sur 35 km de longueur pour environ 10 km de largeur. L'altitude moyenne est de 1 250 m. Sa partie supérieure est séparée en deux par la Corne de Sorebois et la Garde de Bordon ; le val de Moiry continue au sud et le val de Zinal au sud-est.

Les principales montagnes du val d'Anniviers vues depuis le sommet de l'Illhorn.

Le val de Zinal commence au village d'Ayer et se termine à l'enceinte glaciaire de la Grande Couronne, composée de plusieurs sommets dont le Besso, le Grand Cornier, la dent Blanche, la pointe de Zinal, le mont Durand, l'Ober Gabelhorn et le Zinalrothorn. Là, le Weisshorn sépare le val d'Anniviers de la vallée de Zermatt, et la chaîne qui s'en détache au nord-nord-ouest — composée par la crête Millon, les Diablons, le Frilihorn, le roc de Budri, le Toûno, le Meidenhorn, la Bella Tola et l'Illhorn — le sépare du val de Tourtemagne. Dans cette même chaîne se trouvent plusieurs cols : les cols des Diablons ou de Tracuit, de la Forclettaz, le Meidenpass, le pas du Bœuf et l'Illpass. Le val de Moiry possède également deux cols, accessibles depuis l'alpage de Torrent : le col de Torrent, qui permet d'accéder à Evolène, et le col de Sorebois, qui mène à Zinal.

### Géologie
Le val d'Anniviers a très probablement été formé par érosion glaciaire. Il y a 20 000 ans, au fond du val de Zinal, la limite supérieure du glacier de Zinal se situait entre 2 400 et 2 700 mètres d'altitude. En se retirant, celui-ci a laissé place à des reliefs rocheux arrondis et partiellement recouverts pour la plupart de matériel morainique principalement attribuable à la glaciation de Würm ; en fond de vallée, les parties se trouvant sous la limite du glacier en 1850 sont recouvertes de moraines du petit âge glaciaire. Les sommets comme le Besso ont quant à eux été formés par gélifraction.
La vallée est creusée dans l'empilement de plusieurs nappes tectoniques qui varient en épaisseurs. Ces nappes se sont décollées de leur substrat, se sont empilées et se sont plissées en raison de l'orogenèse alpine au cours du Cénozoïque, entre 45 et 24 millions d'années (Ma) avant le présent. Elles correspondent à d'anciens blocs paléoenvironnementaux qui se sont séparés au moment de la dislocation de la Pangée et de l'ouverture des bassins océaniques de la Téthys alpine, entre 250 et 120 Ma avant le présent. La nappe de la Dent Blanche est celle qui est composée des éléments les plus anciens et elle est également la plus haute puisqu'elle forme les sommets de plus de 4 000 m. Elle est faite de gneiss quartziques et verdâtres du cycle hercynien ayant appartenu à la plaque africaine. La nappe du Tsaté se trouve sous celle de la Dent Blanche. Sa formation géologique, plus jeune, est un témoin direct de la Téthys alpine puisqu'elle est d'origine sédimentaire et volcanique. Cette nappe est notamment reconnaissable par ses barres rocheuses noires de basalte sur le versant de la Garde de Bordon. Elle est également formée de schiste au niveau des replats herbeux. Enfin, la nappe de Siviez-Mischabel, qui se trouve en aval de Zinal, s'est constituée à partir d'une zone peu profonde de la mer alpine et est issue de la marge continentale européenne. Elle est faite d'une grande diversité de gneiss et de micaschistes, des roches cristallines litées.

Schémas des nappes tectoniques du val d'Anniviers
Coupe nord-sud.
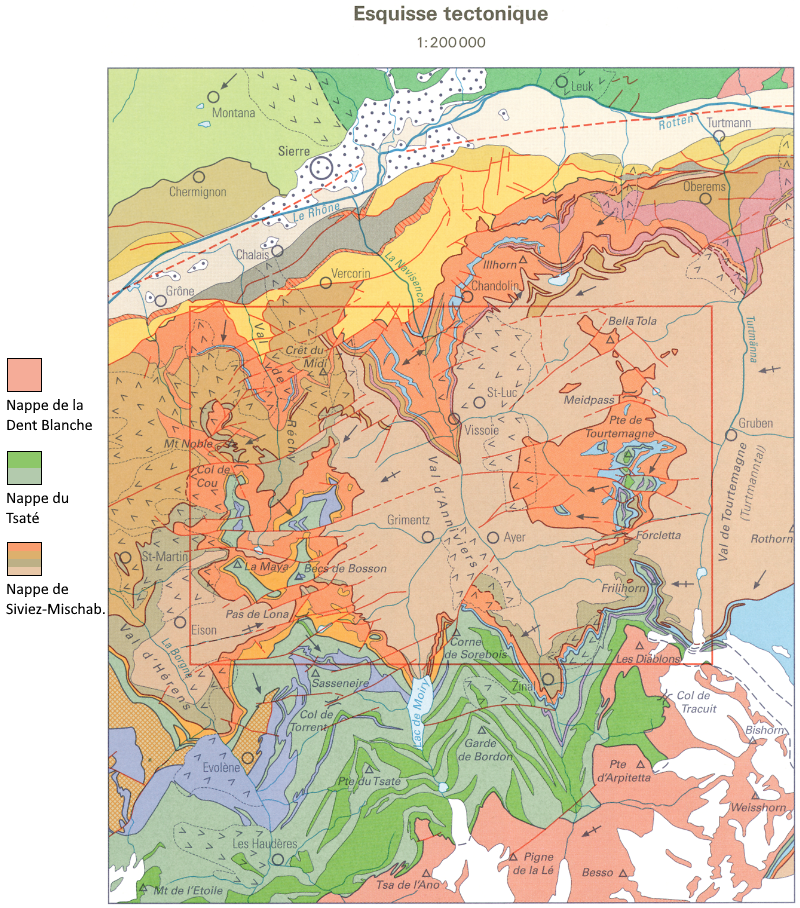
Carte géologique.

### Hydrographie

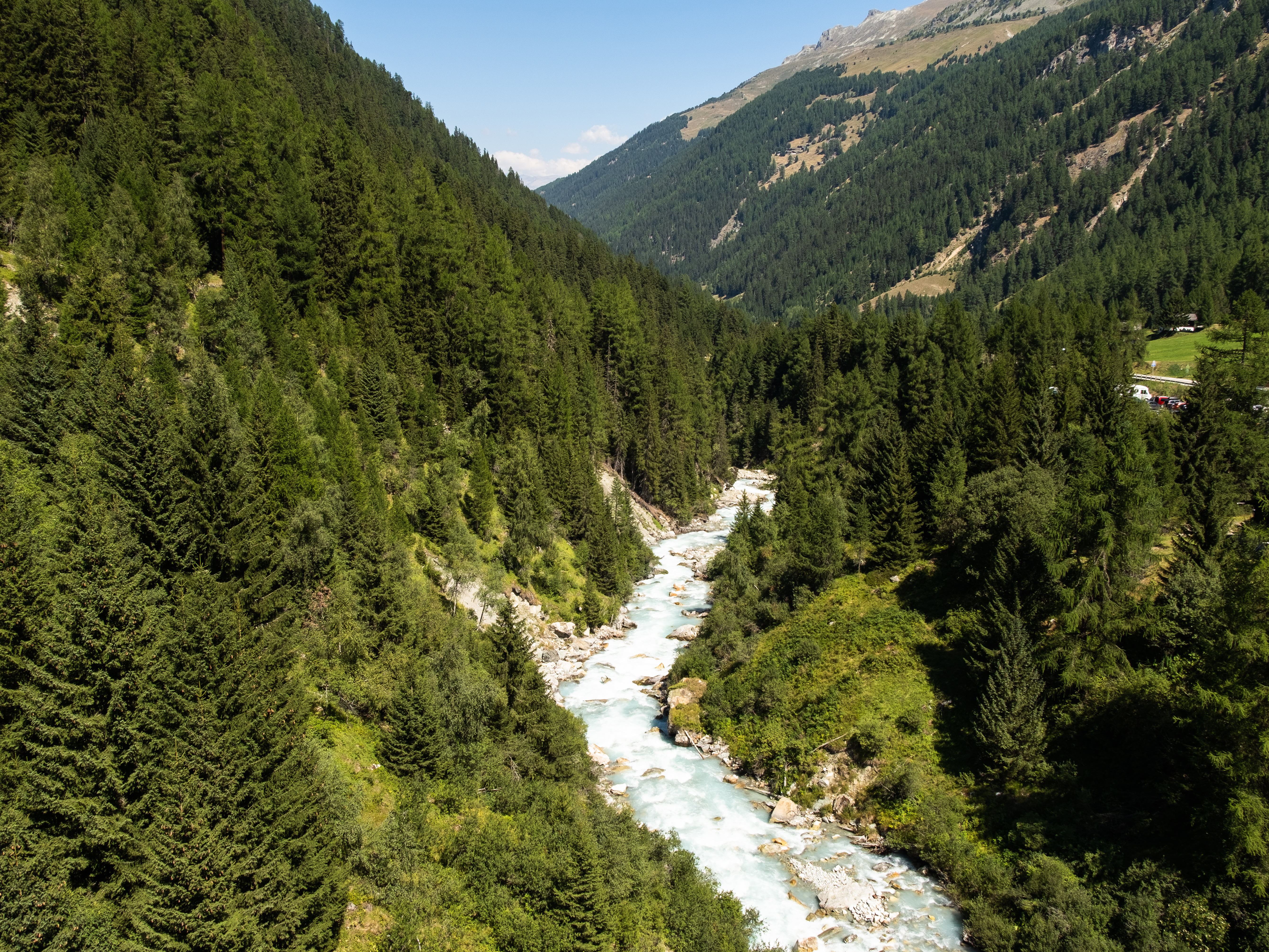
La Navizence à Zinal.

Le val d'Anniviers et le val de Zinal sont parcourus par la Navizence. Celle-ci naît à partir du glacier de Zinal, recueille l'eau venant du glacier de Moming et de divers autres petits torrents et se jette dans le Rhône à Chippis, après avoir parcouru 22 km,. Le val de Moiry est quant à lui parcouru par la Gougra, qui est alimentée par le glacier de Moiry ainsi que les neiges du Grand Cornier, du Bouquetin et du Pigne de la Lé. La Gougra sert d'abord de source au barrage de Moiry avant de se jeter dans la Navizence à Mission,. Le bassin versant de la Navizence fait au total 257,3 km2.
La vallée a connu deux inondations notables. En août 1834, après un été très sec, des pluies torrentielles et un grand vent du sud ont fait reculer le glacier de Zinal, créant un lac proglaciaire qui, en cédant à cause du vent chaud, a provoqué un débordement de la Navizence. Cette dernière a ainsi emporté plusieurs ponts, granges et écuries, ainsi que les moulins d'Ayer. En juillet 2018, la Navizence a de nouveau débordé, cette fois des suites d'un violent orage et de la fonte d'importantes quantités de neige. La rivière a alors causé de nombreux dégâts dans tout le val d'Anniviers et à Chippis, engloutissant notamment le terrain de football du FC Anniviers.

### Sismicité, éboulements et avalanches
Le val d'Anniviers se situe dans une zone de risque sismique 3b, c'est-à-dire la catégorie des régions les plus exposées. La vallée est également dans une zone de hauts risques d'avalanches.
Le val d'Anniviers a connu un certain nombre de catastrophes naturelles. La plus ancienne connue remonte au VIe siècle lorsque, après de fortes chutes de neige durant l'hiver suivies de longs orages et de pluies torrentielles au printemps, un pan de la montagne de Tsirouc s'est écroulé sur le village des Morasses. En 1817, le village de Mayoux a également été détruit, cette fois par une avalanche : trois hivers très froids consécutifs ont alors créé une cuvette de neige à 2 500 m, sous le roc d'Orzival. En se libérant en raison du réchauffement printanier et d'orages, la cuvette a laissé le chemin libre à une seconde avalanche, deux jours plus tard, venant de la face du roc d'Orzival et finissant au village.

### Climat
Le climat du val d'Anniviers est influencé par ses reliefs : les villages en fond de vallée connaissent un taux de précipitation plus élevé de 25 % que Sierre tandis que Chandolin a un climat relativement sec. L'altitude a également un impact sur les températures, et il faut généralement compter une baisse de 0,5 °C par 100 m ; entre l'hôtel Weisshorn et Vissoie, respectivement à 2 330 et 1 200 m d'altitude, la différence de température est ainsi de 6 °C. Enfin, la durée d'ensoleillement est affectée par la géographie de la vallée : des villages sur le flanc est comme Saint-Luc et Chandolin connaissent un ensoleillement bien plus long que les villages en creux de vallée comme Vissoie et Zinal.
| Données                         | Station                 | jan. | fév. | mars | avril | mai  | juin | jui. | août | sep. | oct. | nov. | déc. | année |
| ------------------------------- | ----------------------- | ---- | ---- | ---- | ----- | ---- | ---- | ---- | ---- | ---- | ---- | ---- | ---- | ----- |
| Températures moyennes max. (°C) | Evolène/Villa (1 825 m) | 0,7  | 0,9  | 4,4  | 8     | 11,8 | 15,7 | 18   | 17,5 | 13,7 | 10,1 | 4,7  | 1,8  | 8,9   |
| Températures moyennes max. (°C) | Grächen (1 605 m)       | 0,9  | 1,5  | 5,4  | 9,3   | 14   | 18,3 | 20,4 | 19,8 | 15,5 | 10,8 | 4,7  | 1,4  | 10,2  |
| Températures moyennes max. (°C) | Zermatt (1 638 m)       | 0,8  | 1,7  | 5,7  | 9,8   | 13,9 | 17,8 | 20   | 19,6 | 15,4 | 11,2 | 5,1  | 1,5  | 10,2  |
| Températures moyennes min. (°C) | Evolène/Villa (1 825 m) | −5,5 | −6,0 | −3,5 | −0,8  | 2,9  | 6,3  | 8,2  | 8,6  | 5,3  | 2,3  | −2,1 | −4,6 | 0,9   |
| Températures moyennes min. (°C) | Grächen (1 605 m)       | −5,4 | −5,6 | −2,7 | 0,4   | 4,3  | 7,9  | 9,8  | 9,9  | 6,5  | 3,2  | −1,4 | −4,4 | 1,9   |
| Températures moyennes min. (°C) | Zermatt (1 638 m)       | −7,4 | −7,3 | −4,0 | −0,7  | 3,2  | 6,6  | 8,3  | 8,3  | 5    | 1,4  | −3,1 | −6,3 | 0,3   |
| Précipitations (mm)             | Evolène/Villa (1 825 m) | 49   | 40   | 41   | 50    | 81   | 81   | 88   | 85   | 55   | 54   | 55   | 55   | 734   |
| Précipitations (mm)             | Grächen (1 605 m)       | 42   | 31   | 37   | 47    | 69   | 58   | 56   | 62   | 43   | 57   | 56   | 50   | 607   |
| Précipitations (mm)             | Zermatt (1 638 m)       | 42   | 30   | 33   | 40    | 77   | 70   | 59   | 68   | 51   | 57   | 65   | 47   | 640   |
| Ensoleillement (heures)         | Evolène/Villa (1 825 m) | 110  | 119  | 159  | 164   | 178  | 192  | 212  | 194  | 169  | 143  | 104  | 96   | 1 840 |
| Ensoleillement (heures)         | Grächen (1 605 m)       | −    | −    | −    | −     | −    | −    | −    | −    | −    | −    | −    | −    | −     |
| Ensoleillement (heures)         | Zermatt (1 638 m)       | 94   | 109  | 151  | 147   | 155  | 171  | 185  | 176  | 156  | 133  | 89   | 83   | 1 648 |
| Source : MétéoSuisse.           |                         |      |      |      |       |      |      |      |      |      |      |      |      |       |

### Faune et flore

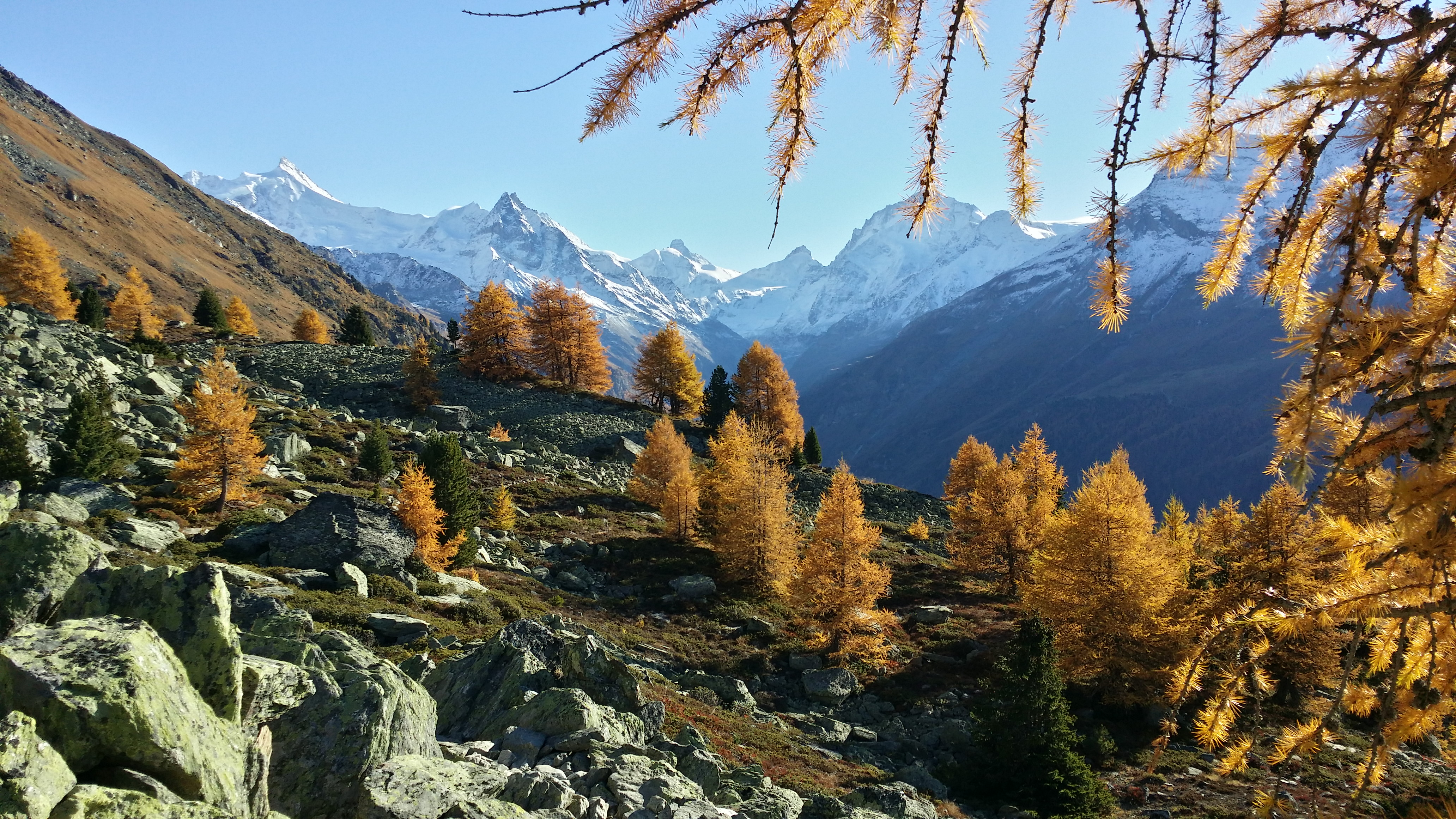
Des mélèzes en automne sur un chemin entre Saint-Luc et Zinal.

Le val d'Anniviers possède une flore très riche. Les sols des forêts d'arolles (Pinus cembra), de mélèzes (Larix decidua) et de pins (Pinus) sont principalement constitués de mousses (Bryophyta) — sur lesquelles poussent des piroles uniformes (Moneses uniflora) — et de rhododendrons (Rhododendron). De nombreuses fleurs poussent également dans les hauteurs de la vallée, par exemple à Chandolin ou dans le val de Moiry, entre autres : des campanules (Campanula), des gentianes alpines (Gentiana alpina), des asters des Alpes (Aster alpinus), des épilobes en épi (Epilobium angustifolium), des nigritelles noires (Nigritella rhellicani), des saxifrages (Saxifraga), des myosotis nains (Eritrichium nanum), des silènes (Silene), des anémones (Anemone), des androsaces d'argent ou d'or (Androsace helvetica), des joubarbes (Sempervivum), des ancolies (Aquilegia), des aconits (Aconitum) et des linnées boréales (Linnaea borealis). De même, des edelweiss (Leontopodium alpinum) poussent sur le Toûno et les contreforts rocheux proches de Zinal et de la Corne de Sorebois, et des potentilles des neiges (Potentilla nivalis) se trouvent sur les crêtes de l'Illhorn. Enfin, des trolles (Trollius europaeus), des renoncules (Ranunculus), des linaigrettes de Scheuchzer (Eriophorum scheuchzeri), des lins (Linum usitatissimum) et des orchis géants (Himantoglossum robertianum) bordent les torrents, bisses et petits lacs de la vallée.

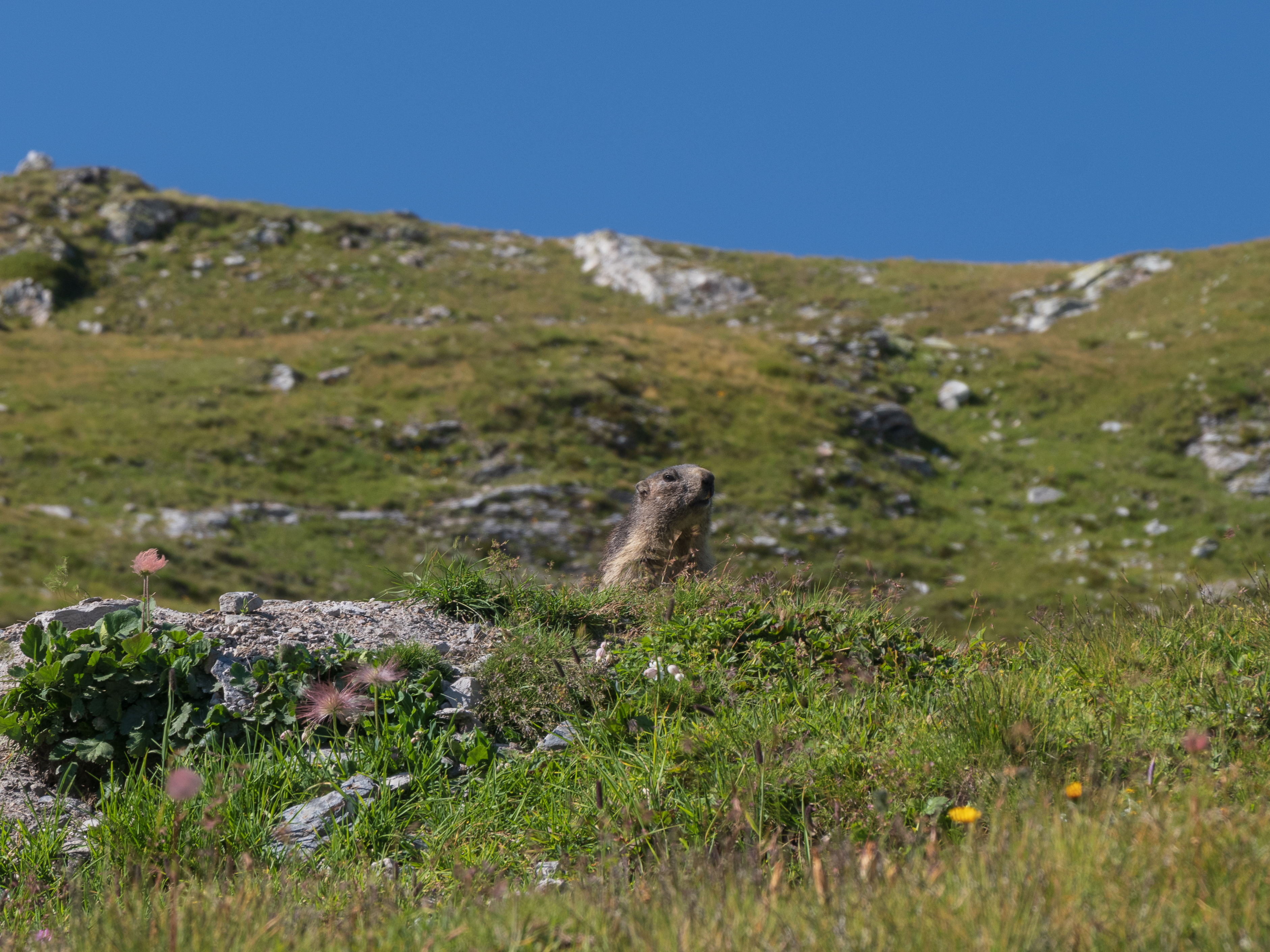
Une marmotte vue au-dessus du lac de Moiry.

La faune du val d'Anniviers est typique de celle des Alpes. Les espèces les plus communes sont le chamois (Rupicapra rupicapra), le bouquetin des Alpes (Capra ibex), le cerf (Cervus elaphus), le chevreuil (Capreolus capreolus), la marmotte (Marmota marmota), l'aigle royal (Aquila chrysaetos), le renard roux (Vulpes vulpes), le lièvre variable (Lepus timidus), le blaireau (Meles meles), le chocard (Pyrrhocorax graculus) et l'écureuil roux (Sciurus vulgaris). Les espèces les plus difficiles à observer sont le tétras lyre (Lyrurus tetrix), le lagopède (Lagopus muta), la perdrix bartavelle (Alectoris graeca), le lynx (Lynx) et le gypaète barbu (Gypaetus barbatus). Bien que le loup (Canis lupus) soit considéré comme disparu d'Anniviers depuis le XIXe siècle, il a été observé à plusieurs endroits, notamment lors de l'épisode du monstre du Valais en 1946, mais également au XXIe siècle,. Enfin, 201 espèces de coléoptères (Coleoptera) saproxylaphages ont été recensées dans les pinèdes du val d'Anniviers, parmi lesquelles 83 font partie de la liste des espèces emblématiques de Suisse.

## Histoire

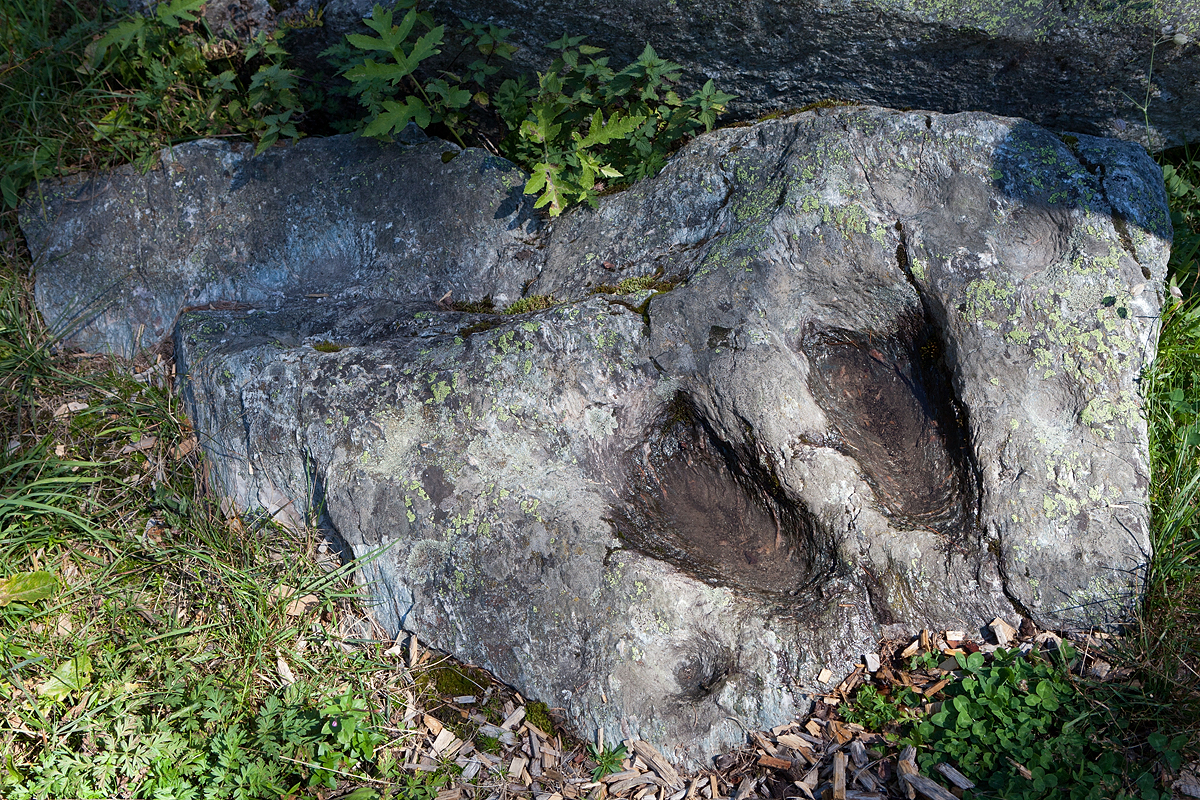
Pierre à cupules à Grimentz, sur le site dit « Chlasche ».

Des traces humaines datant de l'âge du fer et du bronze — principalement de nombreuses pierres à cupules — ont été retrouvées dans le val d'Anniviers. Une population de Celtes romanisés est attestée au Xe siècle. Aux XIe et XIIe siècles, la suzeraineté de la vallée est imprécise, mais le chapitre de Sion et les comtes de Granges y possèdent déjà des terres. La vallée est acquise par l'évêque de Sion entre 1116 et 1138 et cédée au chapitre. En 1193, l'évêque redevenu seigneur d'Anniviers le fait administrer en vidomnat dès 1311 par la famille d'Anniviers, qui obtient en 1278 la majorie de la vallée,.
La vallée, qui depuis 1327 est divisée en quatre quartiers politiques — Ayer, Grimentz, Saint-Luc et Vissoie —, revient à la famille de Rarogne en 1381, ; ces quartiers se transforment un à un en communes, bien que les dates de leurs fondations soient inconnues,. La seigneurie retourne finalement parmi les possessions de l'évêque de Sion de 1467 à 1798, avec un châtelain nommé par l'évêque ainsi qu'un vice-châtelain et un sautier choisis par le peuple d'Anniviers. En 1565, la vallée représente un tiers du dizain de Sierre. Le rachat des dernières redevances et servitudes féodales se fait de 1792 à 1804. Avant 1798, Anniviers, bien que non fermé géographiquement, constitue un isolat culturel (une seigneurie, une paroisse, une confrérie, une grande communauté) et autarcique, groupant dix communautés villageoises aux relations complexes et parfois tendues.
À la fin du XVIIIe siècle, l'unité de la vallée se désagrège : la confrérie du Saint-Esprit, qui datait de 1258, disparaît en 1800, et la paroisse se sépare ; alors qu'il n'y avait qu'une paroisse dans la vallée au XIIe siècle, elles passent au nombre de deux en 1805 puis cinq en 1932. Les communes s'individualisent progressivement et divisent le val d'Anniviers en six dès 1905. La chute du secteur primaire (88,6 % des emplois en 1910, 10 % en 1980) et l'essor du tourisme favorisent le retour à une certaine unité. Les communes d'Ayer, Chandolin, Grimentz, Saint-Jean, Saint-Luc et Vissoie sont finalement réunies par fusion en 2009 et deviennent la commune d'Anniviers.

## Activités

### Tourisme

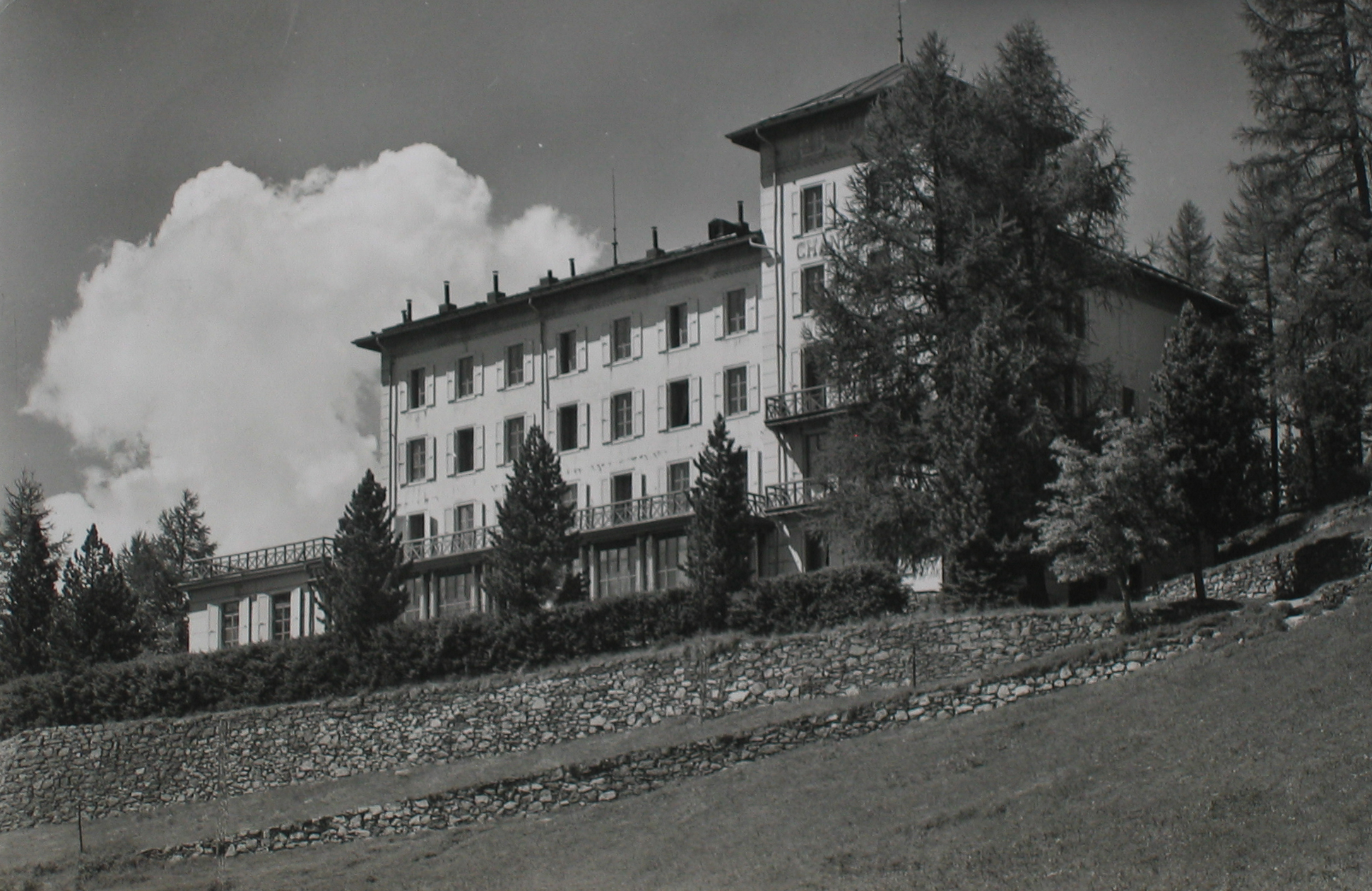
Le Grand Hôtel de Chandolin en 1950.

Le tourisme en Anniviers est rare jusqu'à la moitié du XIXe siècle, principalement en raison de l'accès compliqué de la vallée et de difficultés à trouver un hébergement. Selon Édouard Desor, en voyage dans le val d'Anniviers en 1855, les Anniviards auraient volontairement refusé l'élargissement de la route de la vallée afin de garder les touristes éloignés.
L'hôtel Durand, le premier hôtel de la vallée, ouvre en 1856 à Zinal, suivi par l'hôtel « Bella Tola » à Saint-Luc en 1859. Ce sont alors de petits établissements avec peu de lits. Les stations commencent réellement leur développement à partir des années 1880, durant lesquelles des hôtels d'une centaine de lits voient le jour à Zinal et Saint-Luc. Ces établissements sont suivis par la construction de plusieurs hôtels dans la vallée : l'Anniviers à Vissoie (1876), l'hôtel Weisshorn à Saint-Luc (1882-1884) et l'hôtel des Alpes à Niouc (1889). La décennie suivante voit la construction d'une demi-douzaine d'hôtels, période faste qui s'achève en 1906 avec la construction de l'hôtel National à Zinal. En parallèle, trois restaurants ont également été ouverts dans la vallée. Les hôtels sont ouverts uniquement en été, durant trois à quatre mois, et se trouvent le plus souvent en périphérie des villages. Zinal, qui possède la plus grande capacité hôtelière, devient dès 1890 la principale station de la vallée.
Le premier refuge de montagne du val d'Anniviers, la cabane du Grand Mountet (2 888 m), est inauguré en 1872 sur la face sud du Besso, avant d'être remplacé en 1888 par une construction en pierre. Il est suivi de la cabane du Petit Mountet (2 142 m) qui, en 1899, n'est qu'un refuge pour grimpeurs. Au XXIe siècle, une partie des cabanes de la vallée sont rénovées : une nouvelle annexe est rajoutée à la cabane de Moiry en 2010, celle de Tracuit est reconstruite entièrement en 2013, et la cabane d'Arpitettaz est agrandie en 2015,.
À partir de 1860, de nombreux alpinistes anglais introduisent l'alpinisme en tant que sport et sont de passage dans le val d'Anniviers. Le livre d'or de l'hôtel Durand garde les signatures de certains des plus célèbres alpinistes de l'époque : John Tyndall y séjourne en 1861 et devient le premier à vaincre le Weisshorn, Edward Whymper y réside à deux occasions, en 1864 et 1865 — avant son ascension du Cervin —, et devient le premier à atteindre le col de Moming, et Leslie Stephen est le premier à accéder au sommet du Zinalrothorn. Les touristes suisses et germanophones se consacrent quant à eux à la botanique, l'ethnologie, la géologie et l'histoire de la région, et ils en font part dans leurs publications.
En concurrence indirecte avec le village de Zermatt — qui en 1840 fait la même taille que Zinal —, Zinal perd du terrain lorsque la ligne de train Viège-Zermatt est inaugurée en 1891 ; en 1910, le temps de marche entre Sierre et Zinal est toujours de six à sept heures. Pourtant, au début du XXe siècle, un projet de ligne Sierre-Zinal-Zermatt voit le jour. Pour sa conception, l'exemple du chemin de fer de la Jungfrau, ouvert en 1912, est mis en avant. Cependant, le début de la Seconde Guerre mondiale stoppe tout avancement, et, à la fin de la guerre, seuls les projets déjà commencés sont terminés,. Zinal est finalement joignable par la route en 1951.

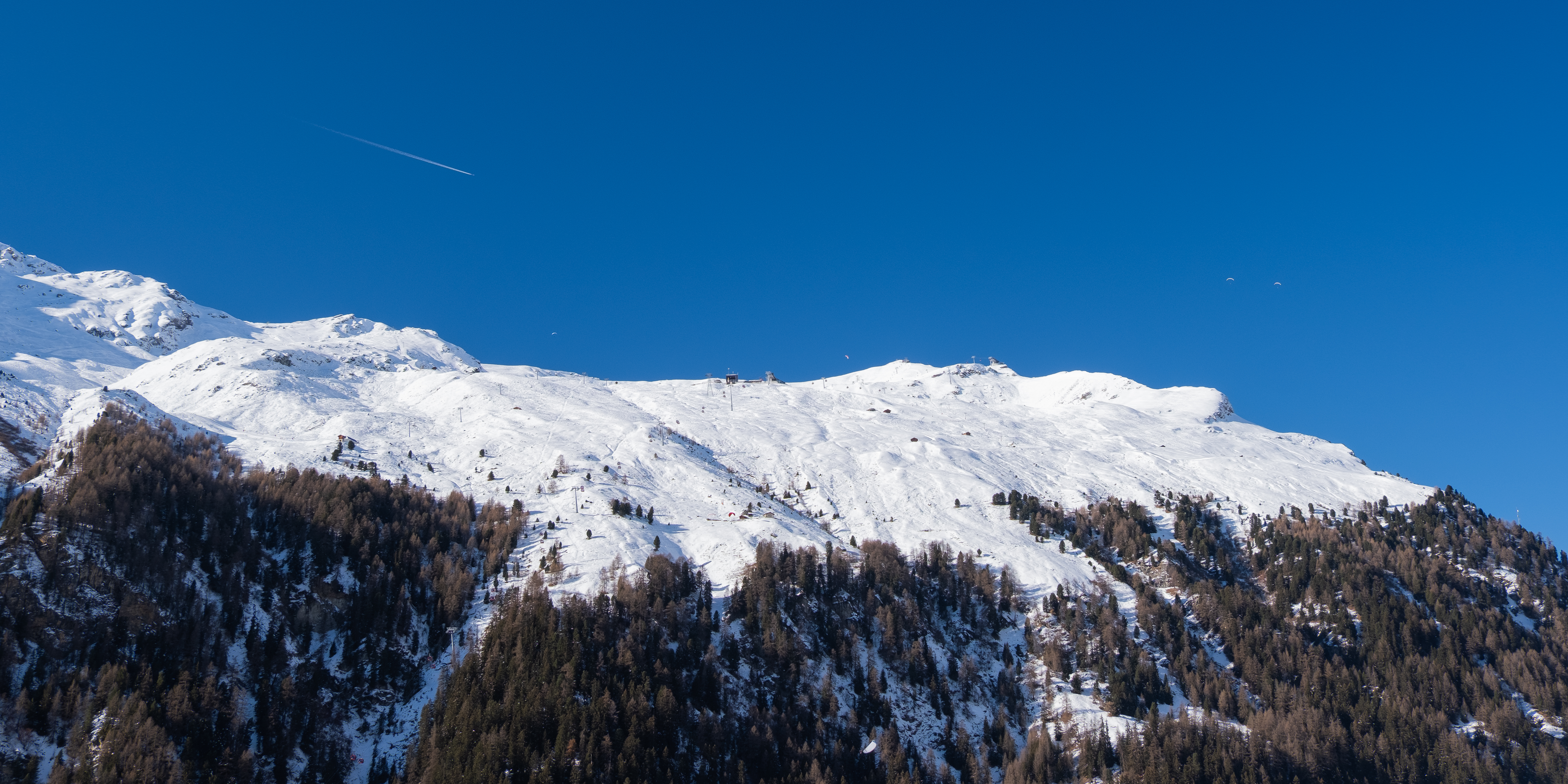
Le domaine skiable de Zinal, à Sorebois, en 2021.

Avec la construction de nombreux chalets, la parahôtellerie prend de l'importance dès 1950. Le tourisme d'été reste alors dominant et l'accès à certains villages, dont Zinal, n'est pas assuré en hiver. Dans les années 1970 et 1980, le val d'Anniviers construit de nouvelles infrastructures touristiques avec la création de la course Sierre-Zinal, d'une via ferrata au barrage de Moiry, d'un saut à l'élastique au pont suspendu de Niouc ainsi que des parcours de vélo tout-terrain. Le premier téléski de la vallée est inauguré le 22 décembre 1957 à Grimentz au lieu-dit Combâche. Trois ans plus tard, Zinal ouvre également son premier téléski, mais celui-ci est mal placé et attire peu de monde. Il faut ensuite attendre jusqu'en 1965 pour voir s'ouvrir le premier grand domaine skiable de la vallée avec la construction du téléphérique Zinal-Sorebois. L'ensemble du projet, soutenu par le Club Med de Zinal, a coûté quatre millions de francs suisses. Le funiculaire de Saint-Luc est quant à lui construit en 1994, soit huit ans après la fusion des sociétés Saint-Luc/Chandolin. Finalement, en 2012, les sociétés de Grimentz et de Zinal fusionnent puis construisent en 2014 le téléphérique Grimentz-Sorebois reliant les deux stations.

### Protection environnementale
Il existe plusieurs sites protégés faisant partie de l'inventaire fédéral des prairies et pâturages secs d'importance nationale dans le val d'Anniviers : à Ayer (2,29 ha), au Poyou (3,79 ha), aux mayens de Pinsec (4,51 ha), aux Poyets (7,28 ha), aux Fénis (28,13 ha), à Tignousa (2,66 ha), aux Pontis (6,23 ha), à Ponchet (14,77 ha) et à Biolly (20,61 ha),. Les gorges du Ponti ainsi que plusieurs prairies sèches au sud-ouest du val d'Anniviers sont incluses dans la zone Pfynwald-Illgraben. Ce site fait partie de l'inventaire fédéral des paysages, sites et monuments naturels d'importance nationale, une classification qui a entre autres pour but de protéger la nature et la tranquillité de ces zones, les prairies sèches étant des habitats idéaux pour la faune locale. Deux secteurs sont également classifiés dans l'inventaire fédéral des zones alluviales d’importance nationale : le plat de la Lée (30,85 ha) et le glacier de Zinal (186,09 ha),,.

## Culture

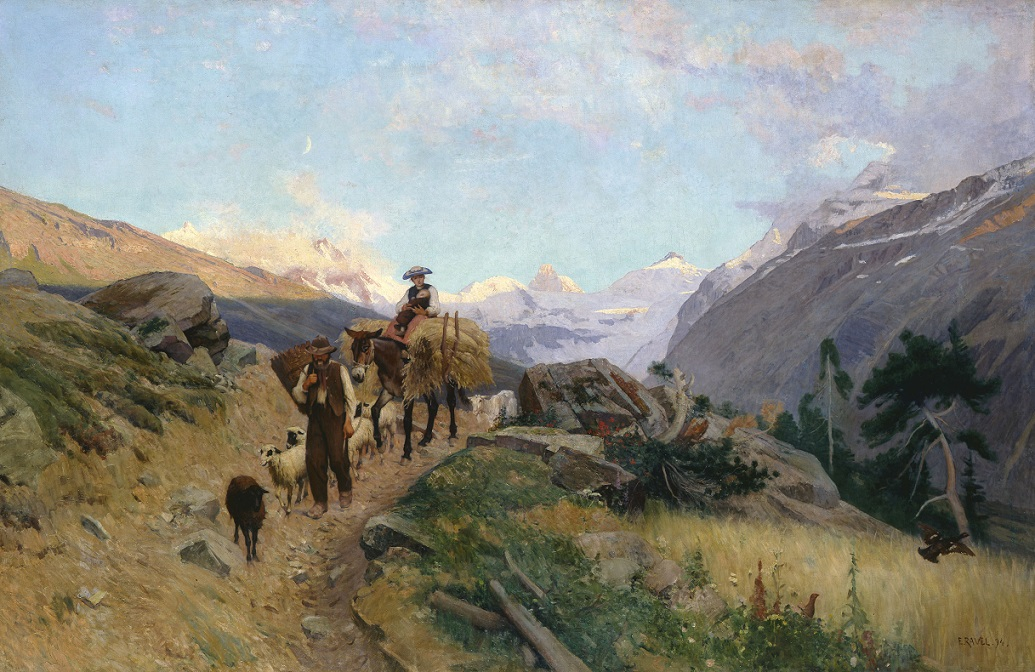
Le soir (1894) d'Édouard Ravel.

Le val d'Anniviers est décrit dans Souvenirs d'un alpiniste (1886), une collection de textes d'Émile Javelle publiée à titre posthume, au chapitre Huit jours dans le val d'Anniviers,, et par Victor Tissot dans La Suisse inconnue (1888),. Côté peinture, Édouard Ravel est le premier artiste renommé à travailler dans le val d'Anniviers. Le livre Le village dans la montagne (1908) de Charles Ferdinand Ramuz est illustré par le peintre Edmond Bille, qui a réalisé des centaines de dessins de Chandolin et de Grimentz en mettant en scène des paysans de la vallée. Le refrain de la chanson populaire Mon hameau (1927) d'Émile Jaques-Dalcroze mentionne la vallée : « Quand je pense à mon village là-bas au val d'Anniviers ».
Le photographe Charles Krebser a effectué de nombreux reportages photographiques avec un regard d'ethnologue sur les activités agricoles et industrielles ainsi que sur la vie sociale du val d'Anniviers, œuvres qu'il expose à l'exposition cantonale de Sierre en 1928. L'action du film Visages d'enfants (1923) du cinéaste belge Jacques Feyder se déroule à Saint-Luc et a été filmée en partie à Grimentz. Feyder y revient 20 ans plus tard pour tourner son dernier film, Une femme disparaît (1942). Le val d'Anniviers a servi de décor pour le téléfilm Altitudes (2016) de Pierre-Antoine Hiroz, dont certaines scènes sont tournées à l'hôtel Weisshorn, Saint-Luc, Zinal ainsi que sur le Bishorn, à 4 150 m d'altitude,.